# Hoymille

Hoymille este o comună în departamentul Nord, Franța. În 1 ianuarie 2022 avea o populație de 3.206 de locuitori.